# Yukarıköşk, Tutak
Yukarıköşk là một xã thuộc huyện Tutak, tỉnh Ağrı, Thổ Nhĩ Kỳ. Dân số thời điểm năm 2011 là 523 người.